# Застава Казахстана
Тренутна застава Казахстана је усвојена 4. јуна, 1992. Састоји се из небоплаве позадине, са степским орлом испод златног сунца са 32 зрака у центру, и мрежасте шаре постављене усправно на левој страни.
Шара представља уметност и културне традиције старог каната, и Казака. Светлоплава позадина представља разне туркијске народе који чине данашње становништво земље, укључујући Татаре, Монголе, Ујгуре, и друге. Међу овим народима, плава боја има религиозни значај; модернија интерпретација је та да небоплава боја представља широко небо Казахстана, и слободу.
Златни орао је везан за царство Џингис Кана, који је владао Казахстаном под плавом заставом са оваквим орлом на њој; то је подсетник на поносну историју народа који формира данашњу државу Казахстан